# Luis Teodorico Stöckler
Luis Teodorico Stöckler (Eickelborn, Paderborn, Alemania, 12 de abril de 1936) es obispo emérito de la Diócesis de Quilmes. Su ministerio episcopal, de más de veintisiete años de duración, se desarrolló tanto en esa diócesis como en la de Goya.

## Biografía

### Ministerio sacerdotal
Luis Teodorico Stöckler ingresó al seminario en 1955. Estudió Filosofía y Teología en la Facultad de Teología de Paderborn y en la Universidad de Múnich. Fue ordenado sacerdote en Paderborn, Alemania, el 17 de diciembre de 1960. Trabajó como vicario parroquial en la ciudad de Hagen en Westfalia y en la ciudad de Castrop-Rauxel, para ser luego designado vicario regional.
El padre Stöckler llegó a la Argentina en marzo de 1970 y comenzó a trabajar en la diócesis de Lomas de Zamora como sacerdote fidei donum.

### Ministerio episcopal
El 26 de noviembre de 1985, Juan Pablo II lo designó obispo de la diócesis de Goya. El 17 de diciembre fue ordenado obispo y asumió el cargo de obispo de Goya el 21 de diciembre de 1985.
En la Conferencia Episcopal Argentina, monseñor Stöckler fue presidente de la Comisión Episcopal de Misiones en los períodos 1987-1991, 1991-1993, 1999-2002 y 2002-2005. También fue miembro de la Comisión Episcopal de Ministerios en los períodos 1993-1996 y 1996-1999.
Entre 1994 y 2003 fue delegado episcopal para las Comunidades Eclesiales de Base, y en 2006 fue nombrado miembro de las Comisiones Episcopales para el Apostolado Laico y Pastoral Familiar, y de Pastoral de la Salud.
El 25 de febrero de 2002, monseñor Stöckler fue designado obispo de la Diócesis de Quilmes.
En la 96.ª Asamblea Plenaria de la Conferencia Episcopal Argentina, fue elegido presidente de la Comisión Episcopal de la Pastoral de la Salud para el trienio 2008-2011. En 2011, fue destinguido por la Municipalidad de Quilmes como Personalidad Destacada de Quilmes.
Al cumplir setenta y cinco años, monseñor Stöckler presentó su renuncia al papa por edad, de acuerdo con lo establecido por el Código de Derecho Canónico. El 12 de octubre de 2011, Benedicto XVI le aceptó la renuncia, y Stöckler se convirtió en obispo emérito de la diócesis de Quilmes.
| Predecesor: Alberto Devoto | Obispo de Goya 1985 - 2002 | Sucesor: Ricardo Oscar Faifer |

| Predecesor: Jorge Novak | Obispo de Quilmes 2002 - 2011 | Sucesor: Carlos José Tissera |